# Culicoides nigritus
Culicoides nigritus är en tvåvingeart som beskrevs av Fei och Lee 1984. Culicoides nigritus ingår i släktet Culicoides och familjen svidknott. Inga underarter finns listade i Catalogue of Life.